# 土底浜駅
土底浜駅（どそこはまえき）は、新潟県上越市大潟区にある、東日本旅客鉄道（JR東日本）信越本線の駅である。

## 歴史
- 1956年（昭和31年）12月15日：仮乗降場として開業[3]。
- 1960年（昭和35年）3月15日：日本国有鉄道の駅として開業[1][2][4]。気動車の旅客のみを取り扱う駅員無配置駅[5]。
- 1987年（昭和62年）4月1日：国鉄分割民営化により、JR東日本の駅となる[2]。
- 2015年（平成27年）3月14日：直江津駅のえちごトキめき鉄道への移管に伴い、地区管理駅を長岡駅に変更。

## 駅構造
相対式ホーム2面2線を持つ地上駅である。跨線橋や踏切などは駅構内に設置されておらず、長岡寄りにある公道の踏切による連絡となる。
長岡駅管理の無人駅である。両方面のホーム待合室内には乗車駅証明書発行機が1台ずつ設置されている。

### のりば
| 番線 | 路線      | 方向 | 行先           |
| ---- | --------- | ---- | -------------- |
| 1    | ■信越本線 | 下り | 柏崎・長岡方面 |
| 2    | ■信越本線 | 上り | 直江津方面     |

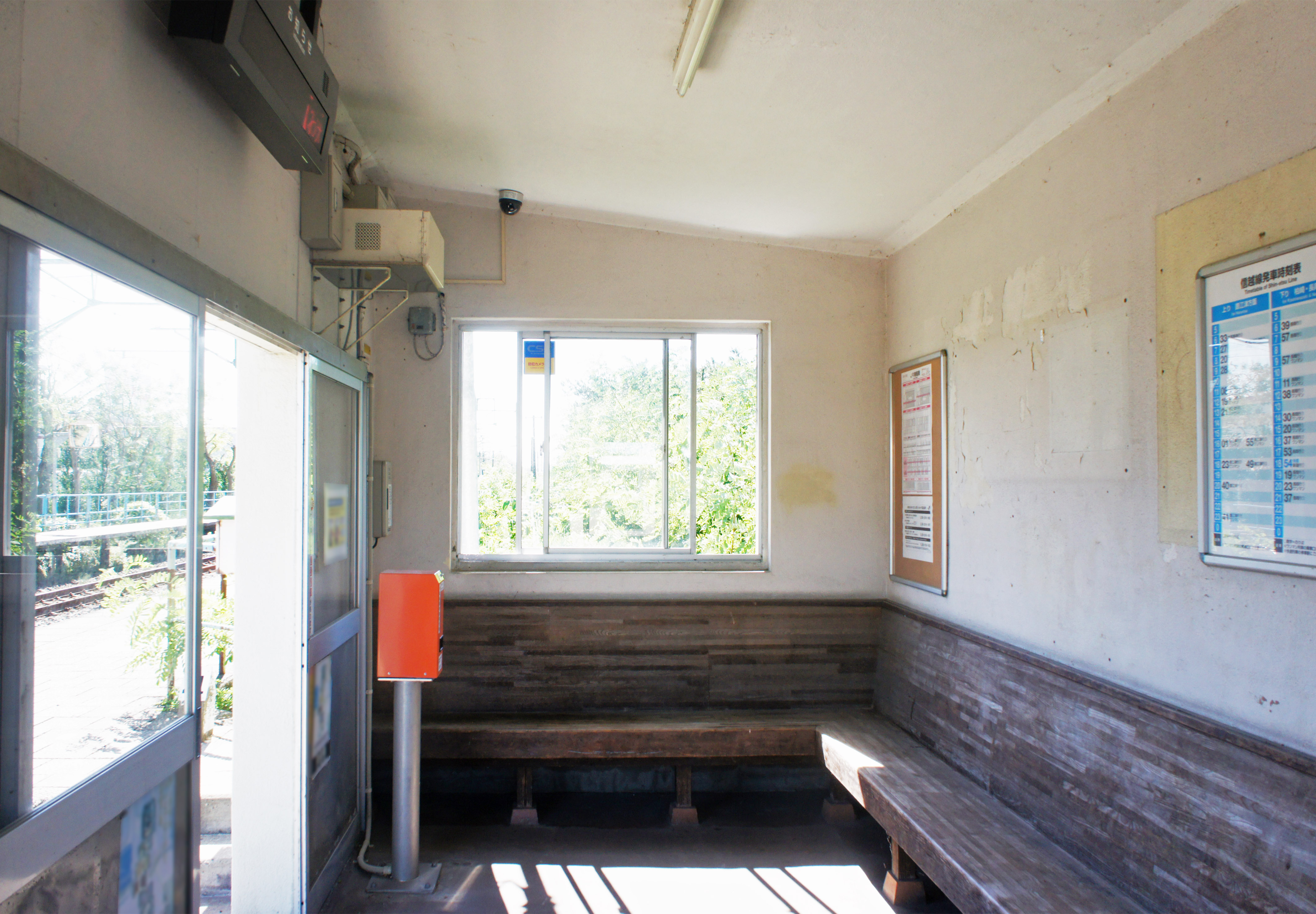
下り線待合室内（2021年9月）
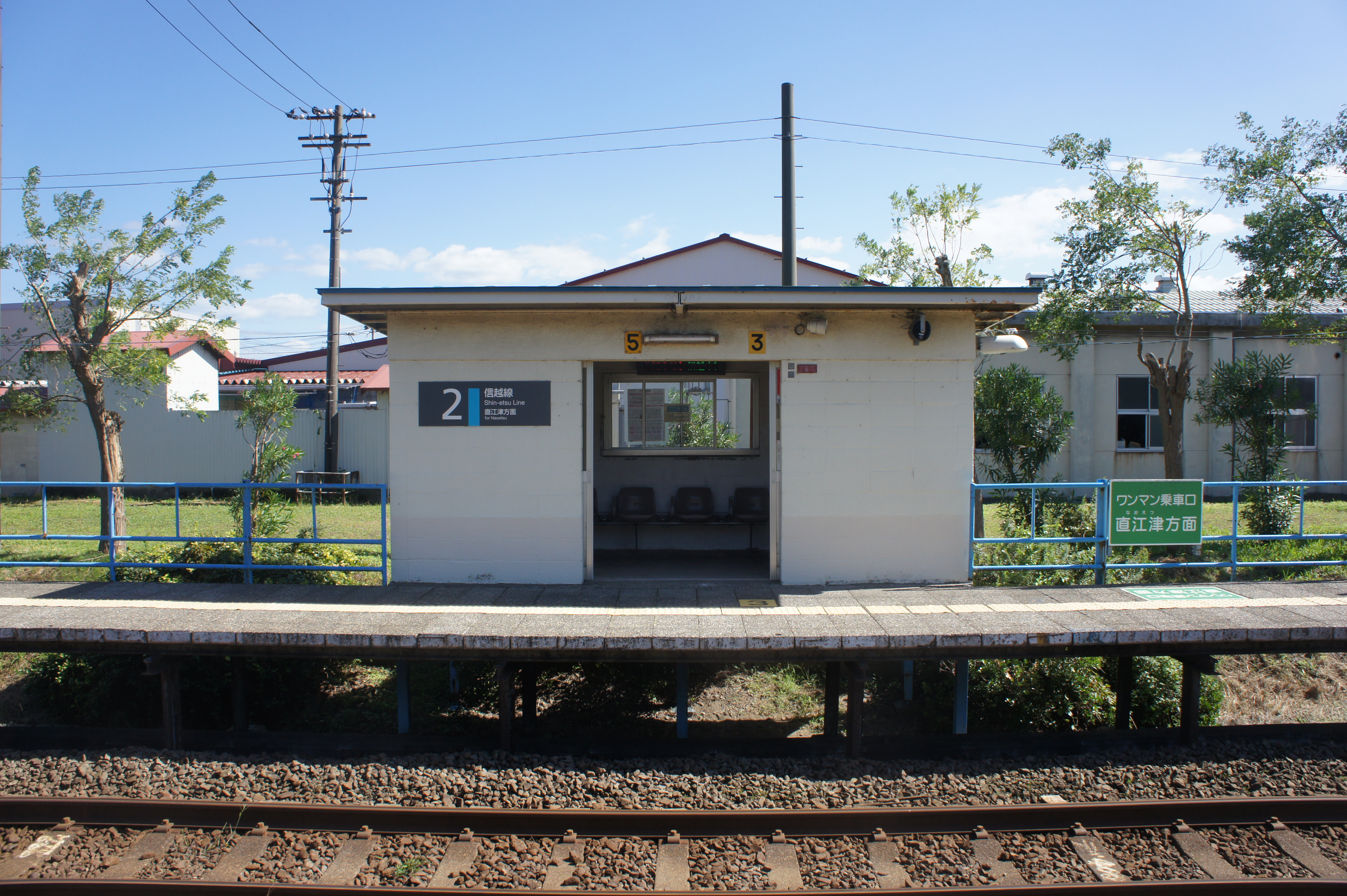
上り線待合室（2021年9月）
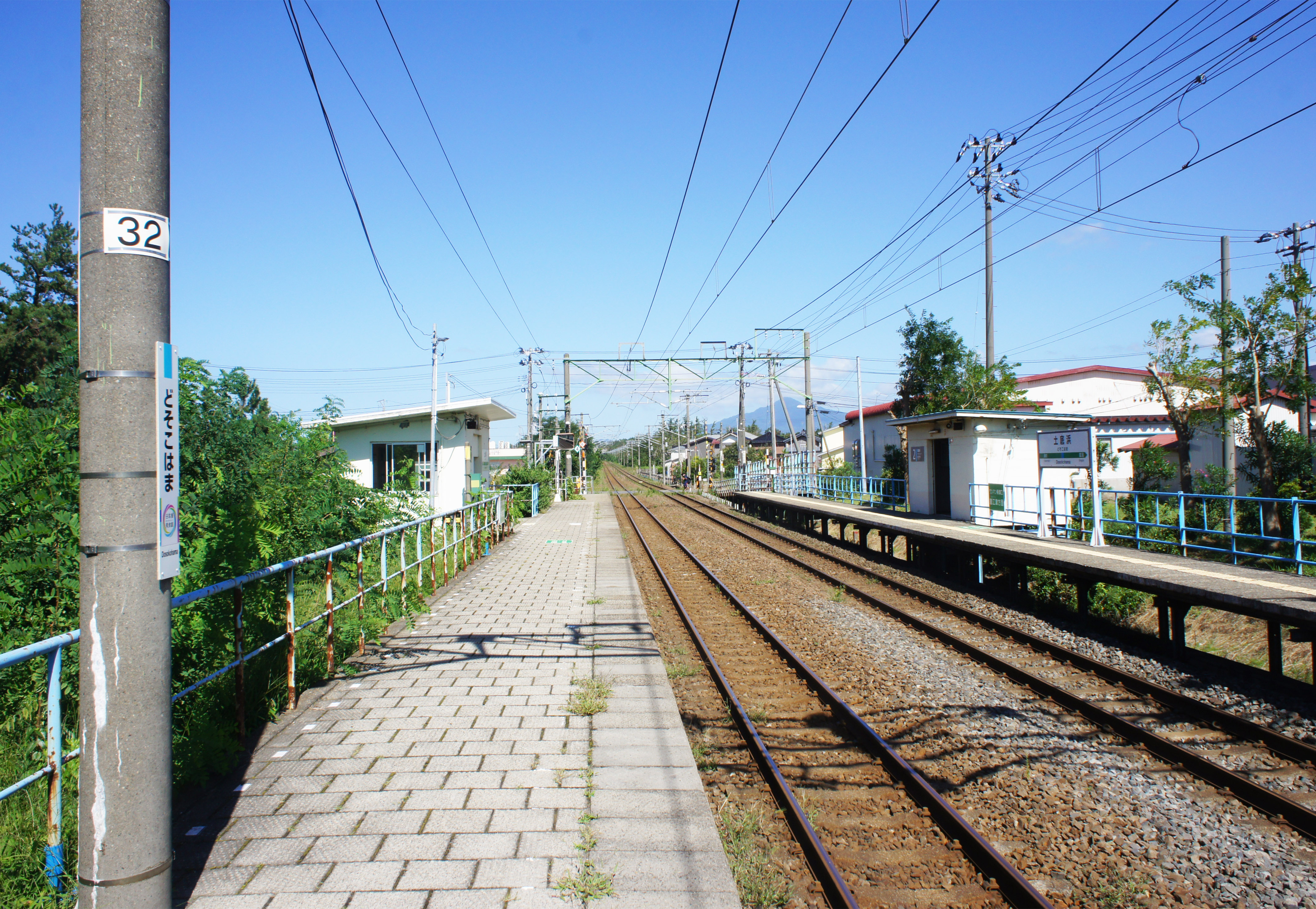
ホーム（2021年9月）

## 利用状況
「上越市統計要覧」によると、2003年度（平成15年度）- 2010年度（平成22年度）の1日平均乗車人員の推移は以下のとおりであった。
| 乗車人員推移       | 乗車人員推移     | 乗車人員推移 |
| 年度               | 1日平均 乗車人員 | 出典         |
| ------------------ | ---------------- | ------------ |
| 2003年（平成15年） | 205              | [ 7 ]        |
| 2004年（平成16年） | 192              | [ 7 ]        |
| 2005年（平成17年） | 189              | [ 7 ]        |
| 2006年（平成18年） | 191              | [ 7 ]        |
| 2007年（平成19年） | 190              | [ 8 ]        |
| 2008年（平成20年） | 199              | [ 8 ]        |
| 2009年（平成21年） | 191              | [ 8 ]        |
| 2010年（平成22年） | 192              | [ 8 ]        |

## 駅周辺
- 上越市立大潟町小学校
- 上越市 大潟区総合事務所（旧・大潟町役場）
- 信越丸大食品
- JAえちご上越 大潟支店

## 隣の駅
東日本旅客鉄道（JR東日本）
■信越本線
■快速（夕方下り1本のみ停車）・■普通
犀潟駅 - 土底浜駅 - 潟町駅